# هيوي فيرغسون
هيوي فيرغسون (بالإنجليزية: Hughie Ferguson)‏ (و. 1898 – 1930 م) هو لاعب كرة قدم بريطاني، ولد في غلاسكو، بدأ مشواره المهني سنة 1916، مركز لعبه هو مهاجم، توفي في دندي، عن عمر يناهز 32 عاماً، بسبب اختناق.